# Sainte-Croix VD
| VD ist das Kürzel für den Kanton Waadt in der Schweiz. Es wird verwendet, um Verwechslungen mit anderen Einträgen des Namens Sainte-Croix zu vermeiden. |

Sainte-Croix ist eine politische Gemeinde im Distrikt Jura-Nord vaudois des Kantons Waadt in der Schweiz.

## Geographie

Luftbild (1970)

Sainte-Croix liegt auf 1086 m ü. M., 11 km westnordwestlich der Bezirkshauptstadt Yverdon-les-Bains (Luftlinie). Die Gemeinde erstreckt sich in einer Mulde auf der Südseite des Passübergangs Col des Etroits, im Quellgebiet des Arnon im Waadtländer Jura zwischen den Aiguilles de Baulmes im Südwesten und dem Chasseron im Nordosten.
Die Fläche des 39,4 km² grossen Gemeindegebiets umfasst einen Abschnitt des Waadtländer Hochjuras. Der östliche Teil des Gebietes liegt im Quellgebiet des Arnon, in der sich auch die Moorfläche von La Sagne befindet. Der Arnon fliesst durch die enge und steile Schlucht Gorges de Covatanne hinunter in das Schweizer Mittelland. Die südliche Gemeindegrenze verläuft auf dem Kamm der Aiguilles de Baulmes (mit 1559 m ü. M. höchste Erhebung von Sainte-Croix) und des Mont de Baulmes. Die Mulde von Sainte-Croix wird im Westen vom Kamm des Mont des Cerfs (1273 m ü. M.), im Norden vom Cochet (1483 m ü. M.) abgeschlossen. Auf diesen Höhen befinden sich ausgedehnte Jurahochweiden mit den typischen mächtigen Fichten, die entweder einzeln oder in Gruppen stehen. Die westlichen und nördlichen Teile des Gemeindegebietes liegen im Einzugsgebiet der Areuse. Hier dehnt sich eine Hochfläche aus, die von einigen kleineren Tälern und Mulden durchzogen ist. In den Mulden befinden sich einige Moorgebiete, darunter die unter Naturschutz stehende Mouille de la Vraconnaz. Das Gebiet wird durch die Noiraigue entwässert, die durch das tief eingeschnittene Vallon de Noirvaux nach Nordosten in Richtung des Val de Travers fliesst. Im äussersten Nordosten des Gemeindegebietes befindet sich das Naturschutzgebiet La Dénériaz, ein in die Chasseron-Antiklinale eingetiefter Ausräumungskessel, der von den Roches Blanches, dem Chasseron und den Petites Roches flankiert wird. Von der Gemeindefläche entfielen 1997 7 % auf Siedlungen, 48 % auf Wald und Gehölze, 43 % auf Landwirtschaft und etwas weniger als 2 % war unproduktives Land.
Zu Sainte-Croix gehören zahlreiche Weiler und Siedlungen: Le Château de Sainte-Croix (990 m ü. M.) auf einem Vorsprung über den Gorges de Covatanne, La Villette (925 m ü. M.), Chez Jaccard (1020 m ü. M.), Les Replans (1140 m ü. M.) und Petites Roches Dessus (1130 m ü. M.) am Südhang des Cochet, Culliairy (1037 m ü. M.) und La Sagne (1037 m ü. M.) im Quellgebiet des Arnon, La Gittaz Dessous (1235 m ü. M.) und La Gittaz Dessus (1280 m ü. M.) auf dem Kamm nördlich der Aiguilles de Baulmes, das lange Strassenzeilendorf L’Auberson (1100 m ü. M.), Les Grangettes (1118 m ü. M.), Prise Perrier (1092 m ü. M.) und La Chaux (1086 m ü. M.) auf der Hochfläche westlich des Col des Etroits, Mouille Mougnon (1040 m ü. M.) am Bach Noiraigue und La Vraconnaz (1109 m ü. M.) am Ostrand des Moorgebietes Mouille de la Vraconnaz. Ferner gehören zahlreiche Einzelhöfe zu Sainte-Croix, die weit verstreut auf den Jurahöhen liegen.
Nachbargemeinden von Sainte-Croix sind Baulmes, Vuiteboeuf, Bullet und Fiez im Kanton Waadt, La Côte-aux-Fées im Kanton Neuenburg sowie Les Fourgs und Les Hôpitaux-Vieux im angrenzenden Frankreich.

## Bevölkerung
| Bevölkerungsentwicklung | Bevölkerungsentwicklung |
| Jahr                    | Einwohner               |
| ----------------------- | ----------------------- |
| 1850                    | 3541                    |
| 1900                    | 5914                    |
| 1910                    | 5190                    |
| 1930                    | 6340                    |
| 1950                    | 6575                    |
| 1960                    | 6925                    |
| 1970                    | 6240                    |
| 1980                    | 4543                    |
| 1990                    | 4321                    |
| 2000                    | 4333                    |

Mit 5068 Einwohnern (Stand 31. Dezember 2023) gehört Sainte-Croix zu den mittelgrossen Gemeinden des Kantons Waadt. Von den Bewohnern sind 90,3 % französischsprachig, 2,2 % deutschsprachig und 2,2 % italienischsprachig (Stand 2000). Die Bevölkerungszahl von Sainte-Croix stieg in der zweiten Hälfte des 19. Jahrhunderts sowie während der 1920er Jahre stark an. Um 1960 wurde mit fast 7000 Einwohnern der Höchststand erreicht. Infolge der Wirtschaftskrise in den 1970er Jahren kam es zu einer massiven Abwanderung, so dass 1980 fast 30 % weniger Einwohner gezählt wurden als noch ein Jahrzehnt zuvor. Auch in den letzten Jahren setzte sich der Bevölkerungsverlust fort, wenn auch in einem weit geringeren Ausmass als früher.

## Wirtschaft
Die Elektronik der bedeutendste Industriezweig in Sainte-Croix. In den Weilern spielt die Landwirtschaft, insbesondere die Viehzucht und Milchwirtschaft, eine wichtige Rolle.

### Tourismus
Seit etwa 1850 entwickelte sich Sainte-Croix zu einem Ferien- und Höhenkurort. Edouard Baierlé liess das Grand Hôtel des Rasses bauen. 1922 schuf der Künstler «R.H.» für Sainte-Croix und Les Rasses ein Plakat, in dem auf die Möglichkeiten der «Winter Sports» in 3960 ft. Höhe im «Swiss Jura» hingewiesen wurde.
Sainte-Croix ist Standort mehrerer Museen, darunter das Musée industriel (1872 eröffnet) und das Musée CIMA des Centre international de la mécanique d’art für Spieldosen und Musikautomaten, das 1985 gegründet wurde. In L’Auberson befindet sich seit 1955 das Musée Baud, in dem Spieldosen ausgestellt sind.
Schweizweite Bekanntheit erlangte die Gemeinde 1999 mit dem Start der Schweizer TV-Soap Lüthi und Blanc, deren Westschweizer Strang in Sainte-Croix angesiedelt ist. Heute ist sie ein beliebtes Ausflugsziel für Wanderungen. Für den Wintersport stehen am Hang des Cochet mehrere Skilifte zur Verfügung. Die ausgedehnten Hochflächen eignen sich hervorragend für den Skilanglauf.

## Verkehr
Die Gemeinde ist verkehrsmässig recht gut erschlossen. Sie liegt an der Hauptstrasse von Yverdon über den Col des Etroits nach Pontarlier in Frankreich. Auf dem Passübergang zweigt die Strasse nach Fleurier ab.
Am 27. November 1893 wurde die Schmalspurbahn Chemin de fer Yverdon–Ste-Croix in Betrieb genommen. Die Betriebsgesellschaft hiess früher YSteC, heute Travys.
Für die Feinverteilung im öffentlichen Verkehr sorgen die Buslinien Travys nach L’Auberson und Bullet und die Postautokurse nach Buttes (via La Côte-aux-Fées).

## Geschichte
Zur Römerzeit führte die Strasse Yverdon-Pontarlier über das Gemeindegebiet. Diese Wegverbindung verlor später allerdings gegenüber der Strasse Orbe-Pontarlier über den Pass von Jougne an Bedeutung. Im frühen Mittelalter gehörte das Gebiet um Sainte-Croix zu Burgund. Es war zu dieser Zeit noch unbewohnt und bildete neben der Passstrasse eine undurchdringliche Wildnis.
Die Urbarmachung erfolgte im 12. Jahrhundert, vermutlich durch die Mönche des Benediktinerpriorats in Baulmes. Die erste Siedlung in der Region war La Villette. Sainte-Croix wird 1177 in einer Urkunde des Papstes Alexander III. erstmals als Sancta Crux erwähnt.
Zur Sicherung der Strasse über den Col des Etroits und zur Verteidigung gegen Hugues de Châlons errichteten die Herren von Grandson 1315 bei La Villette an der Engstelle der Gorges de Covatanne eine Burg, das Château de Sainte-Croix. Im Gegenzug erbaute Hugues de Châlons 1319 das Franc Castel. Nach dem Sieg der Eidgenossen in der Schlacht bei Grandson über Karl den Kühnen (1476) wurden die Grenzen im Gebiet von Sainte-Croix nach Westen verlegt. Die Hochflächen um L’Auberson dienten seit dieser Zeit den Bauern im Mittelland als Weiden für die Sömmerung der Viehherden. Es gab damals erst einzelne und nur zeitweise bewohnte Siedlungen an der Stelle der heutigen Dörfer. Nach 1536, als die Region an Bern fiel und definitiv zur Vogtei Grandson kam, die unter der gemeinen Herrschaft von Bern und Freiburg stand, wurden dauerhafte Siedlungen gegründet. 1744 fielen fast alle Häuser von Sainte-Croix einem Dorfbrand zum Opfer. Nach dem Zusammenbruch des Ancien Régime gehörte Sainte-Croix von 1798 bis 1803 während der Helvetik zum Kanton Léman, der anschliessend mit der Inkraftsetzung der Mediationsverfassung im Kanton Waadt aufging.
Sainte-Croix entwickelte sich in der ersten Hälfte des 18. Jahrhunderts zum Industrieort. Bis 1780 waren vor allem der Abbau von Eisenerz und die Eisenverhüttung von Bedeutung. Bald kamen aber die Spitzenklöppelei und um 1740 auch die Uhrmacherei hinzu, die anfangs in Heimarbeit verrichtet wurden. Die Uhrenindustrie führte zu einem ersten wirtschaftlichen Aufschwung. Eine Krisenzeit um 1860 brachte die Herstellung von Uhrenbestandteilen jedoch zum Erliegen. Gleichzeitig verschwand auch die Spitzenmacherei. In die Bresche sprang die Präzisionsmechanik: 1811 wurde von Abram-Louis Cuendet die erste Manufaktur für Spieldosen gegründet. Die Firma von Albert Reuge folgte 1865. Die Familien Jaccard, Mermod, Paillard, Thorens und Gueissaz stiegen ins Geschäft ein. Die Produktion basierte auf Heimarbeit. 1875 wurde die erste Fabrik gegründet, nur standen die Arbeiter unter ständiger Aufsicht. Sainte-Croix wurde die fünftgrösste Gemeinde des Kantons.
Der Tageslohn der Arbeiter lag unter einem Franken – was auch damals kaum zum Leben reichte – und wurde oft nur in Form von Naturalien bezahlt. War das Geld knapp, gab es nur Kartoffeln zu  essen. Seit 1856 gab es deshalb die genossenschaftliche Bäckerei und Metzgerei, ab 1867 die Konsumspargesellschaft Société de consomation par l’épargne. Mit der 1852 gegründeten Zeitung Feuille d’Avis de Sainte-Croix hatten die Arbeiter auch ihre eigene Zeitung. Wichtigstes Mittel des sozialen Zusammenhalts waren die Solidaritätskassen, die sie Caisses de famille oder Société de secours mutuel nannten. Die erste Mutuel gab es ab 1850. Die Gemeinde richtete eine Armenkasse ein, in Notzeiten wendete sie einen Drittel des Gemeindebudgets für die Arbeitslosen auf. Seit dem Winter 1855 gab es eine Bettlerkasse, weil hungrige Menschen an den Türen der Wohlhabenderen geklopft und nach Essen verlangt hatten. Im Feuille d’Avis kritisierte Emile Huser das Almosengeben und forderte grundlegende Verbesserungen. Am 20. Juli 1867 gründeten 48 Personen die Sektion der Internationalen Arbeiterassoziation, die vor allem auf Selbsthilfe im Alltag ausgerichtet war.
Am 11. Juni 1891 wurde mit César Aubert aus dem neuenburgischen La Sagne der erste sozialistische Bürgermeister von Sainte-Croix gewählt. 1893 wurde er im Amt bestätigt. In Krisenzeiten senkte die am 31. Oktober 1864 gebildete lokale Industriellenvereinigung die Löhne. Eine Versammlung im Schützenhaus mit über 700 Arbeitern protestierte am 22. Januar 1902 gegen diese Praxis. Die Arbeiter gingen auf die Strasse und es flogen auch Steine. Verhandlungen begannen und hunderte Arbeiter nahmen weiterhin die Strasse in Beschlag, am 3. Mai 1902 gaben die Industriellen nach. Die Ereignisse blieben als «Unruhen von Sainte-Croix» in Erinnerung. Mit Anfängen im Umfeld des Grütlivereins, entstand am 30. November 1907 die Spieldosenarbeitergewerkschaft Union ouvrière. Dieser von Georges Junod-Leder geleitete Verein sollte sich zur Sektion der Sozialdemokratischen Partei entwickeln. In den ersten Wochen wuchs er von 275 auf 400 Mitglieder.
Später erlangte auch die Herstellung von Phonographen und Grammophonen Bedeutung. Nach der Weltwirtschaftskrise der 1930er Jahre konzentrierte sich die Präzisionsmechanik auf die Produktion von Büro- und Rechnungsmaschinen (Paillard SA), darunter die legendäre Hermes Baby, Filmprojektoren, Kameras (Paillard-Bolex), Radioapparate und Taschenfeuerzeuge (Thorens). Eine weitere Krise, die ihren Höhepunkt Mitte der 1970er Jahre erreichte, führte zur Schliessung zahlreicher Betriebe und zu einem Bevölkerungsverlust von über 30 % innerhalb zweier Jahrzehnte.

## Sehenswürdigkeiten
Die Kirche von Sainte-Croix und das Pfarrhaus wurden nach dem Brand um 1750 neu erbaut; seither gab es mehrfach Restaurierungen. In Le Château de Sainte-Croix befinden sich noch die Ruinen der ehemaligen Festung.
An einem Hang zwischen Sainte-Croix und Vuiteboeuf verläuft das bedeutendste erhaltene mittelalterliche Straßensystem der Schweiz mit eingetieften Radspuren. Mehr als 20 Radspuren sind vor allem im oberen Abschnitt sichtbar. Die Rinnen sind rund 20 cm in den Untergrund eingetieft und verlaufen meist parallel. Spurweiten von 1,09, 1,12 und 1,15 m sind zu beobachten. An einigen Stellen sind Stufen für die Zugtiere in den Weg gehauen. Neben den Fahrrinnen sind die Wegspuren der Fuhrleute sichtbar. Das Strassennetz wurde lange Zeit für römisch gehalten. Neue Forschungen haben jedoch gezeigt, dass der Fahrweg zwischen dem 14. und 18. Jahrhundert in Gebrauch war. Angesichts seiner wirtschaftlichen Bedeutung für den Salztransport aus der Franche-Comté zur Zeit der bernischen Herrschaft wurde das Wegnetz mehrfach ausgebessert und angepasst. Ab 1760 baute man einen neuen, längeren und weniger steilen Fahrweg, den 1838 die heutige Kantonsstrasse ersetzte.

## Meteorit
1988 wurde auf einem Campingplatz ein 4,8 Gramm schwerer Eisenmeteorit des Typs IIIAB gefunden. Er wurde unter dem offiziellen Namen Ste. Croix registriert.

## Persönlichkeiten
- Henri Pyt (1796–1835), Wanderprediger in Frankreich
- Henri Gonin (1837–1910), evangelischer Missionar in Südafrika
- Gérard Ernest Schneider (1896–1986), Maler, Zeichner und Lithograf der abstrakten Kunst
- Michel Bühler (1945–2022), Chansonnier und Schriftsteller
- Loïc Gasch (* 1994), Hochspringer

## Bilder

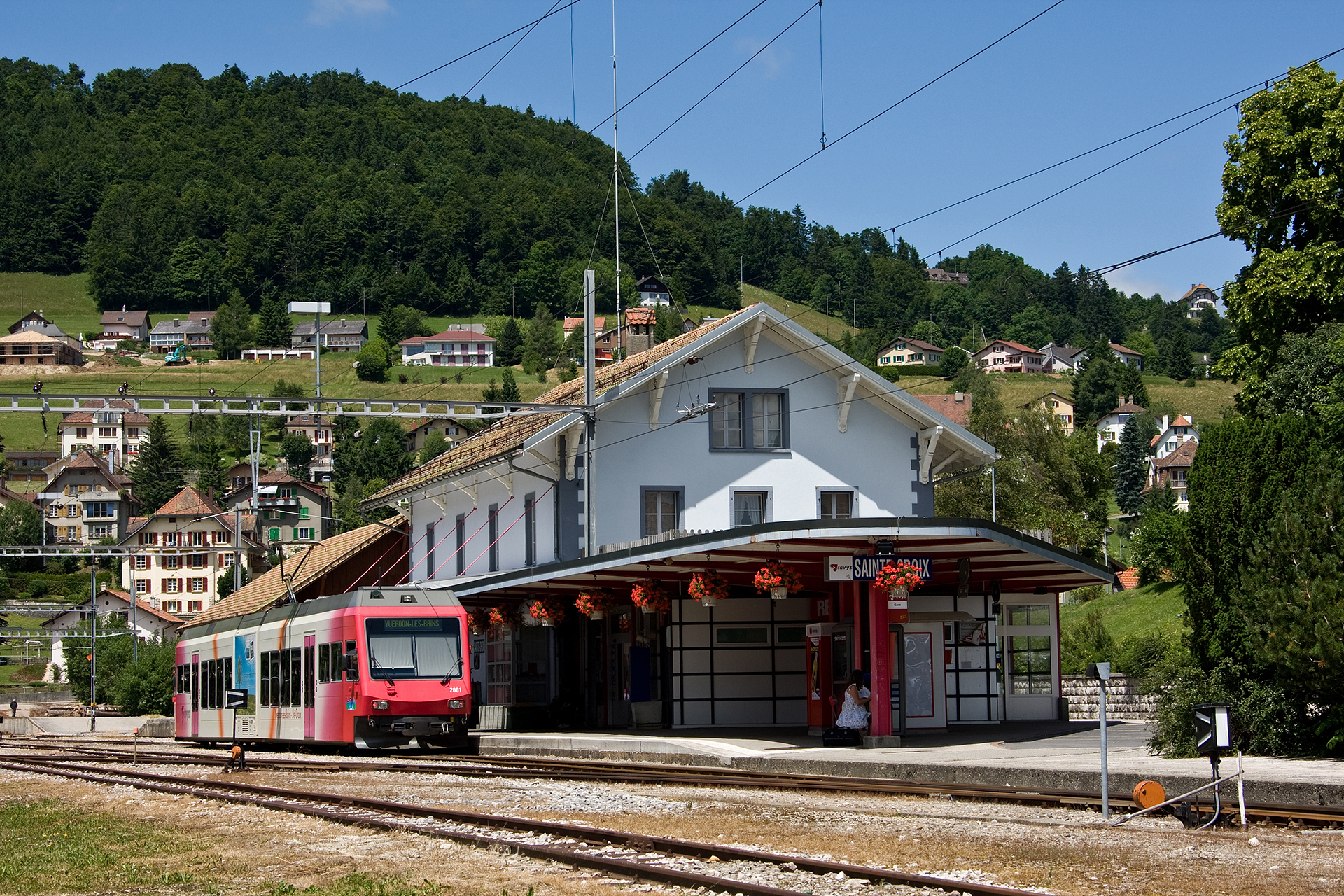
Bahnhof
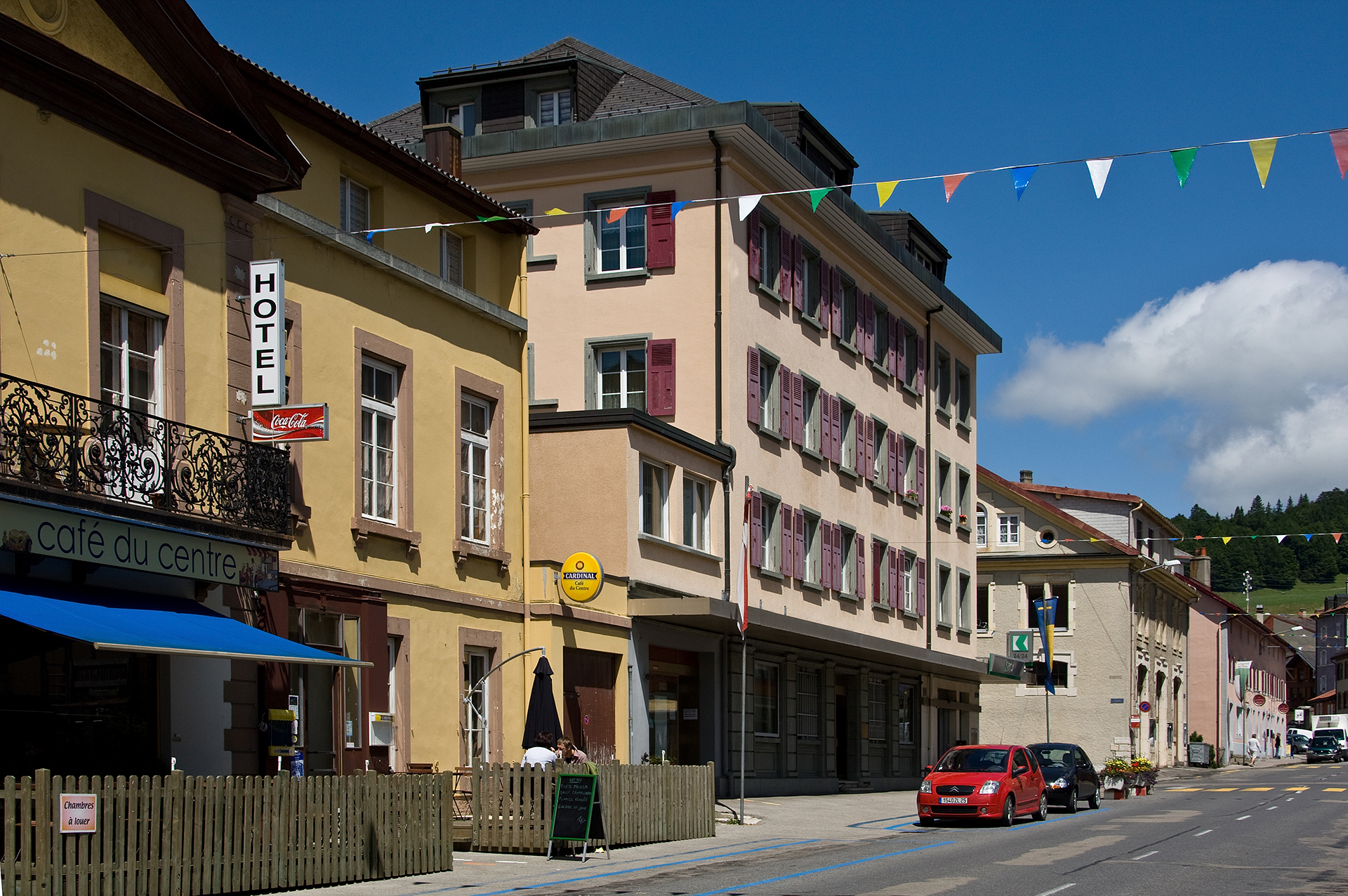
Rue Neuve
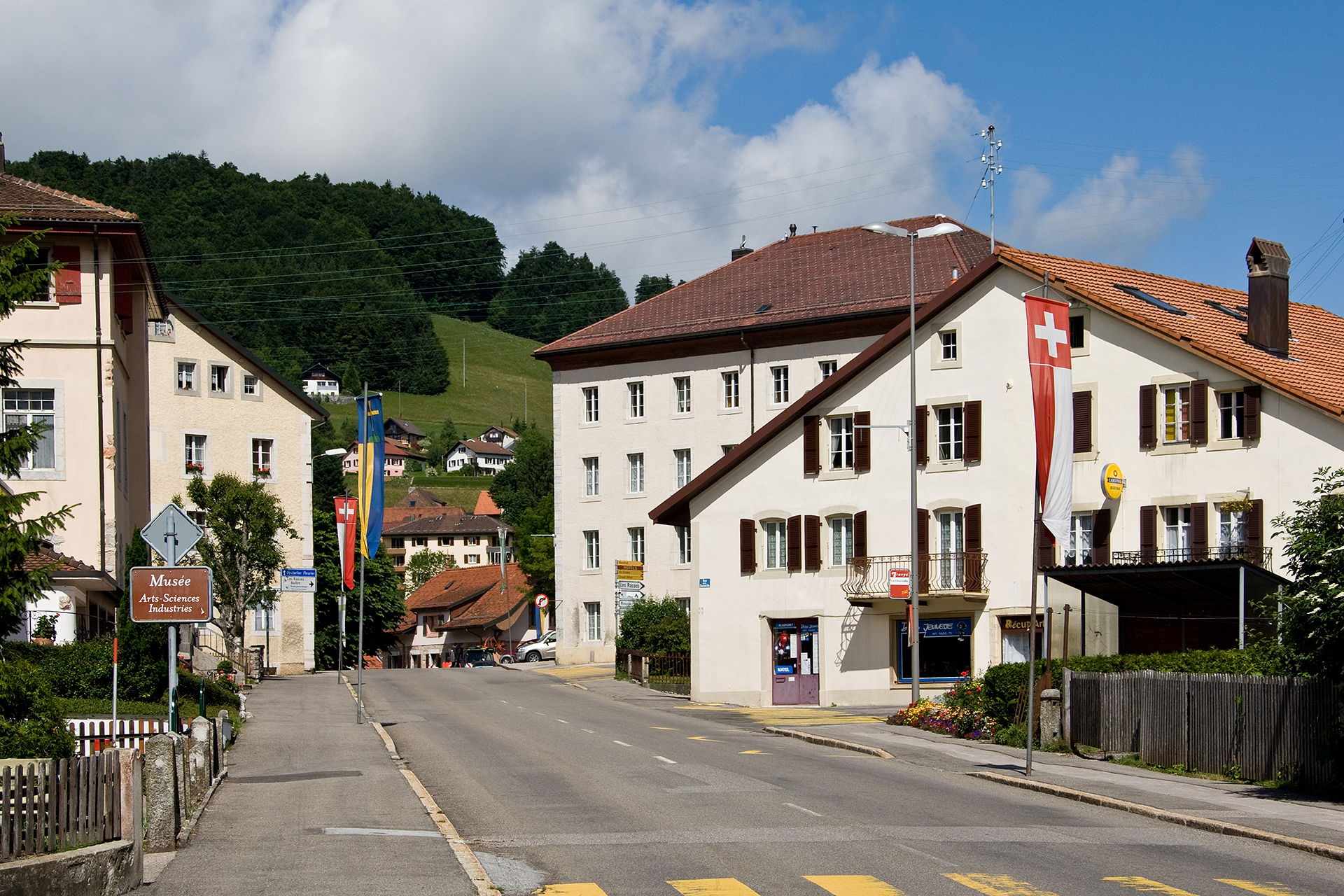
Avenue-des-Alpes
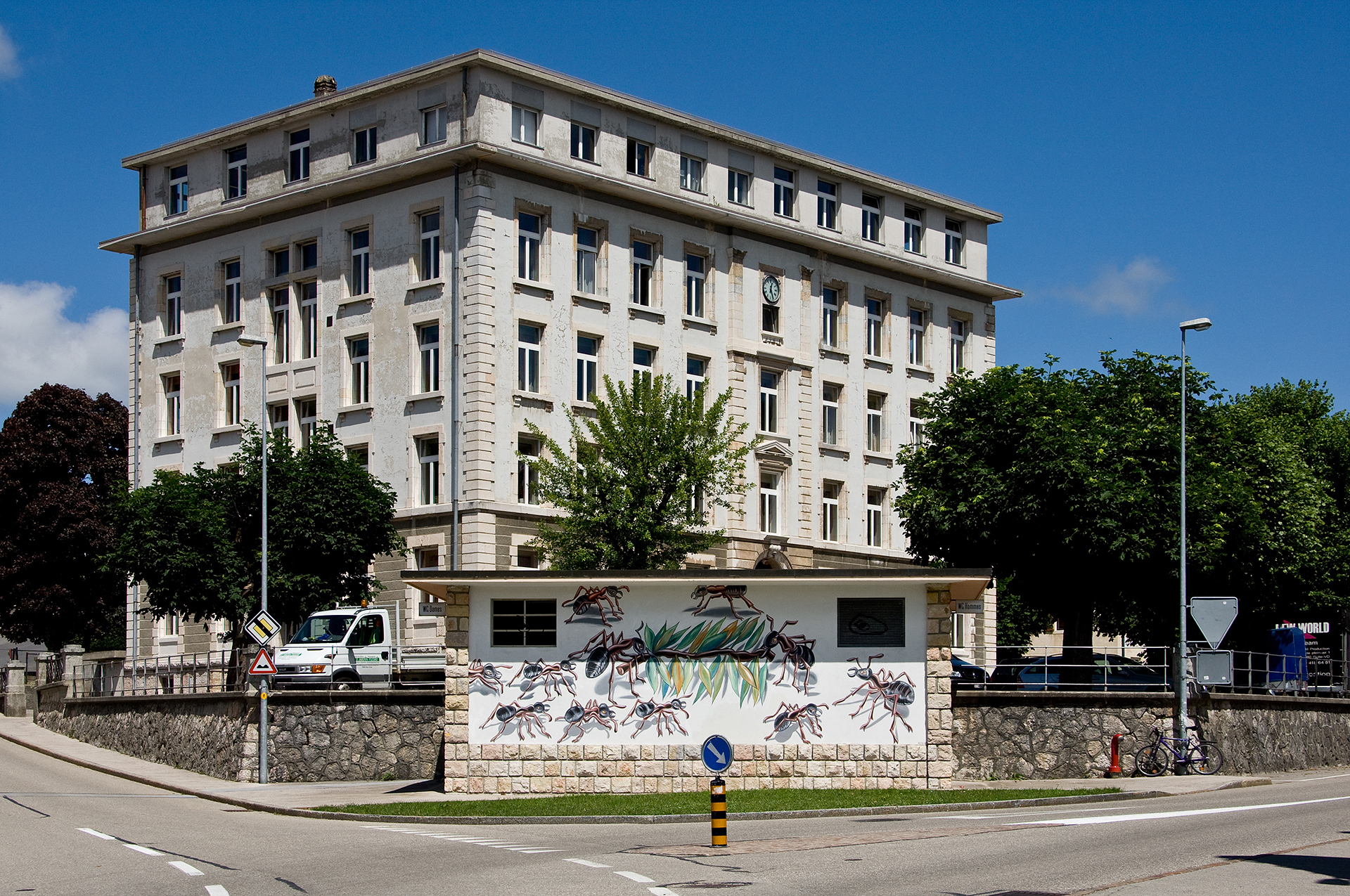
Collège de la Poste
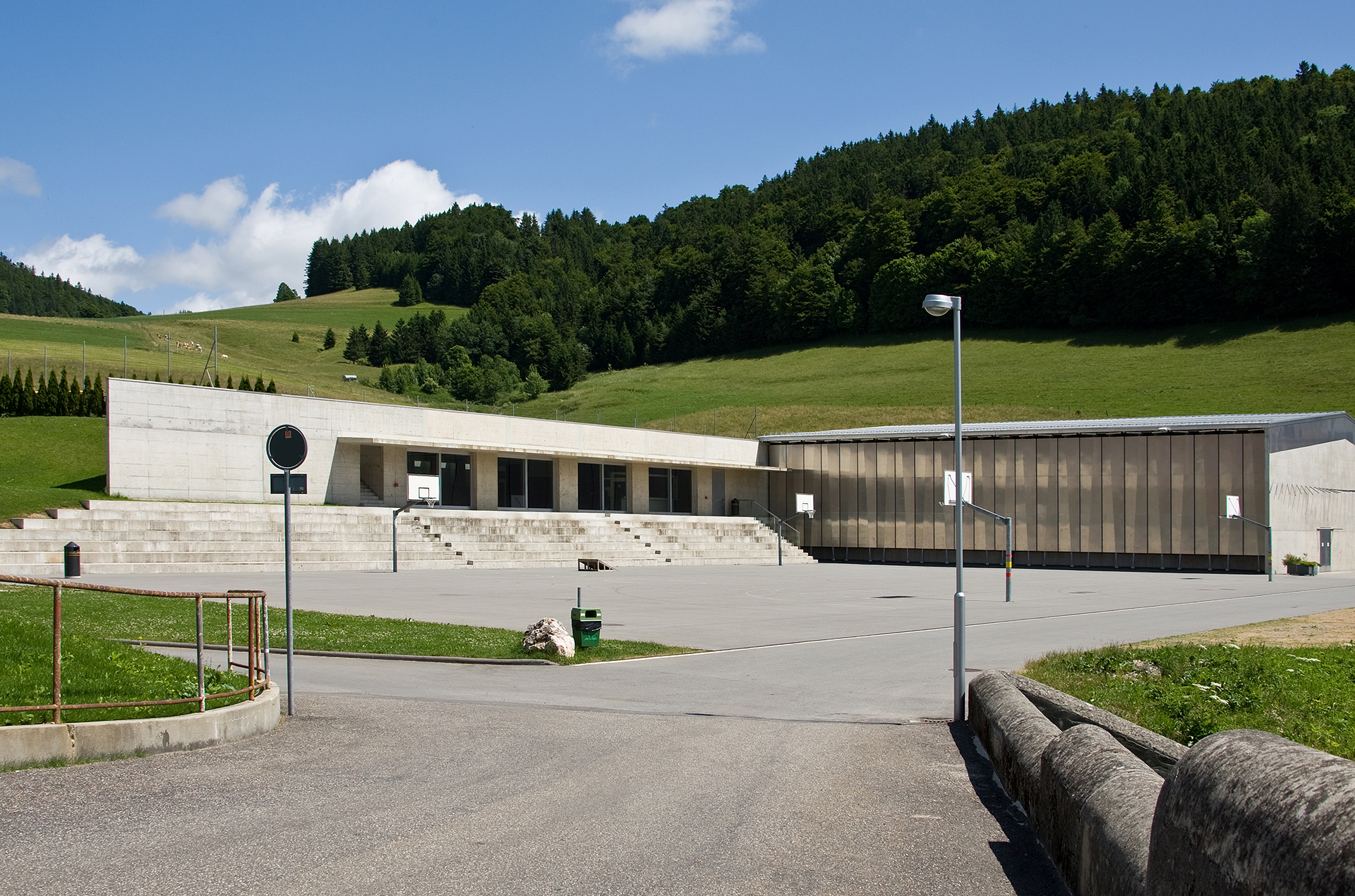
Centre sportif
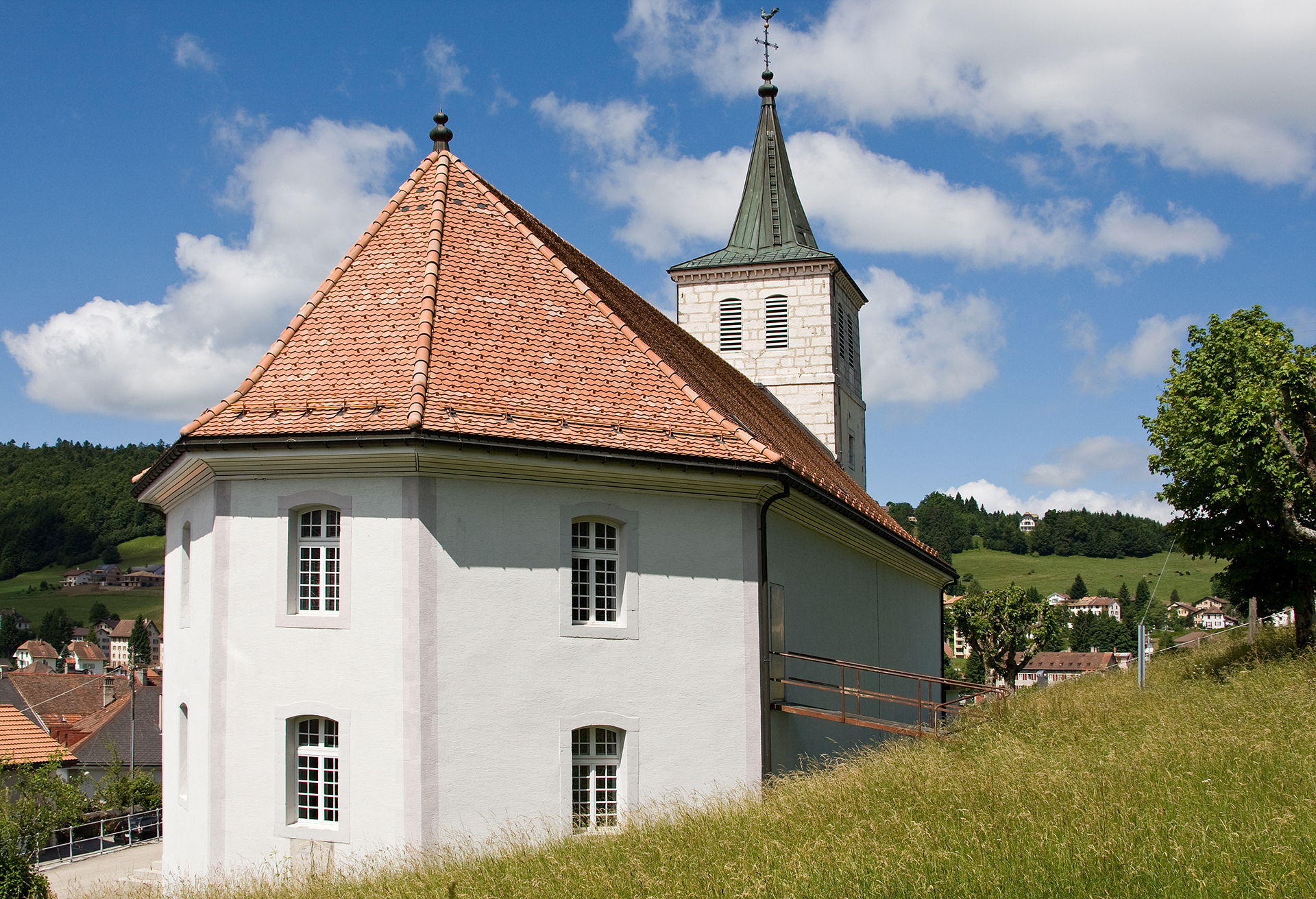
Temple
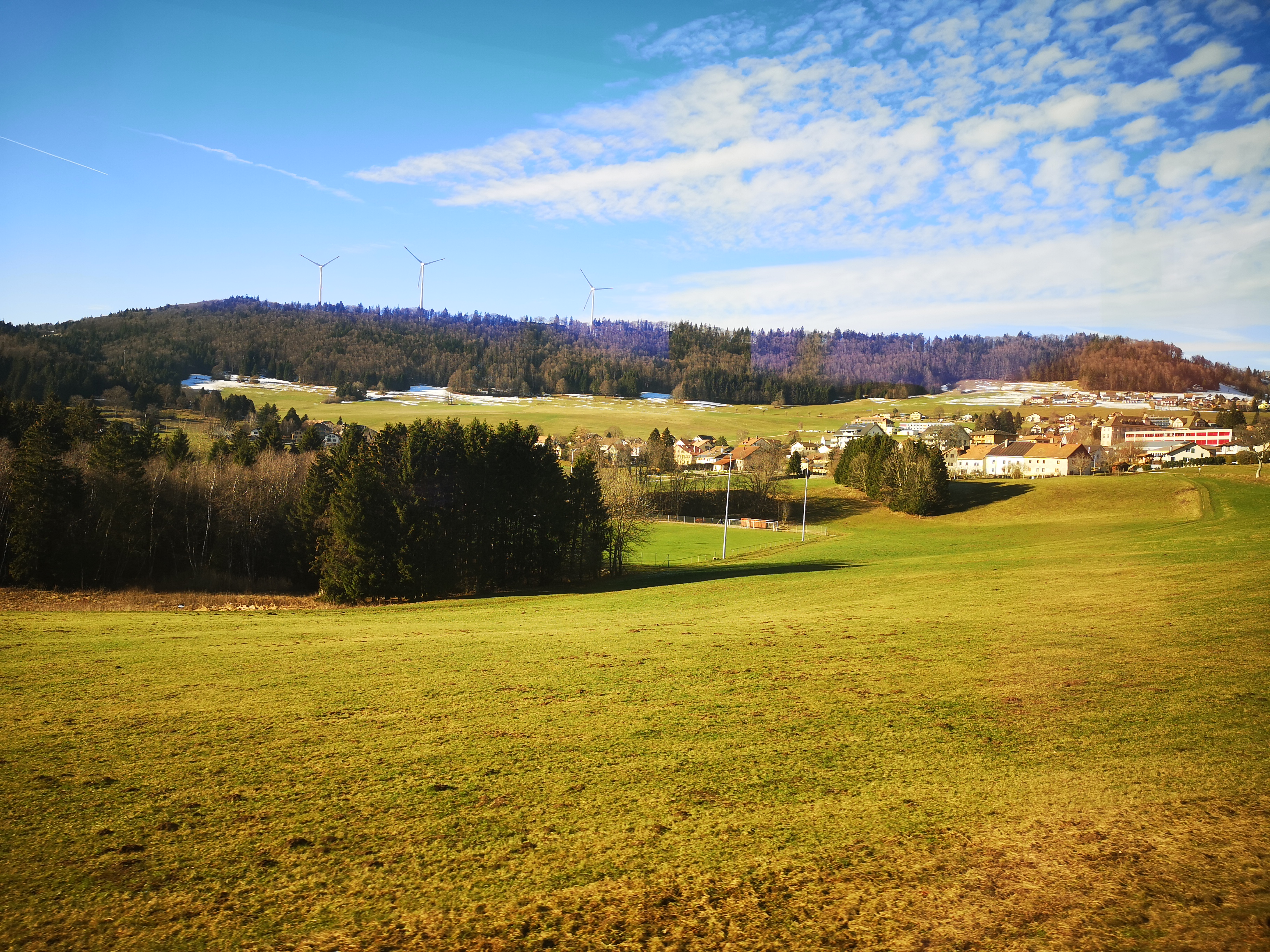
Windpark oberhalb der Ortschaft